# Sermérieu
Sermérieu – miejscowość i gmina we Francji, w regionie Owernia-Rodan-Alpy, w departamencie Isère.
Według danych na rok 1990 gminę zamieszkiwało 935 osób, a gęstość zaludnienia wynosiła 55 osób/km² (wśród 2880 gmin regionu Rodan-Alpy Sermérieu plasuje się na 818. miejscu pod względem liczby ludności, natomiast pod względem powierzchni na miejscu 653.).